# Здание лазарета Женского благотворительного института принцессы Терезии Ольденбургской
Здание лазарета Женского благотворительного института принцессы Терезии Ольденбургской — памятник архитектуры. Расположен в Петроградском районе Санкт-Петербурга, современный адрес дома — Большой проспект Петроградской стороны, 73.

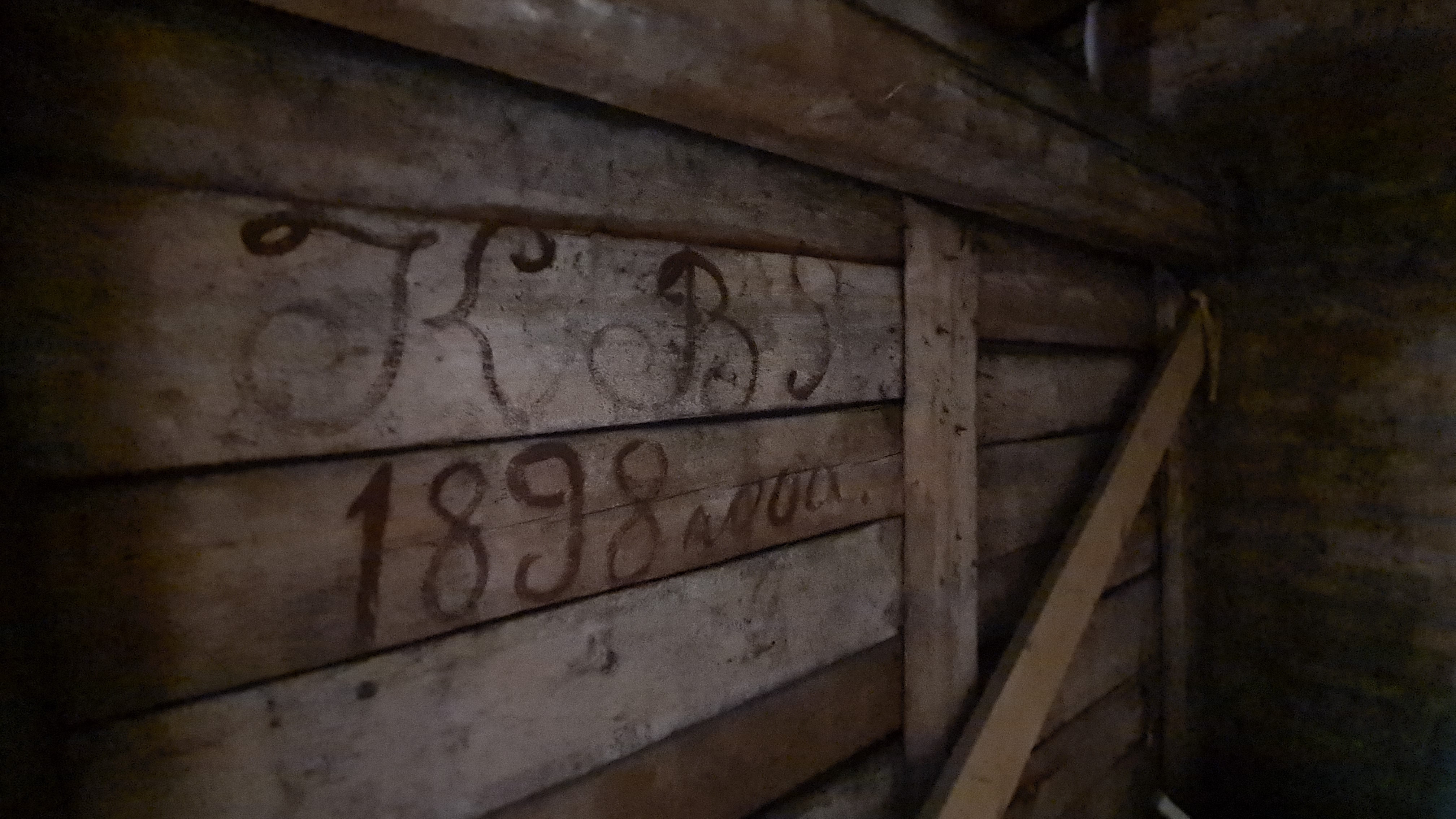
Доска с датировкой

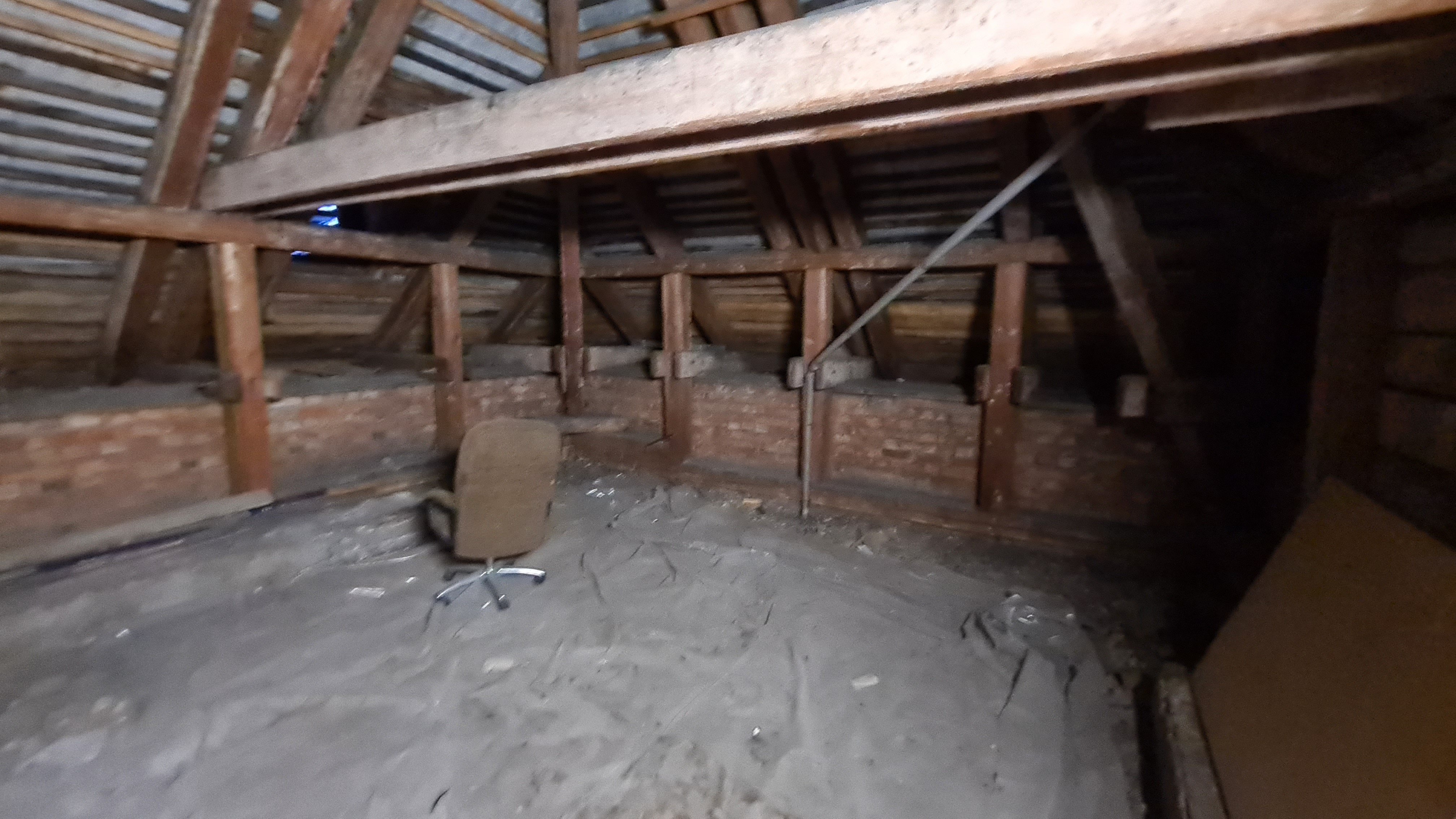

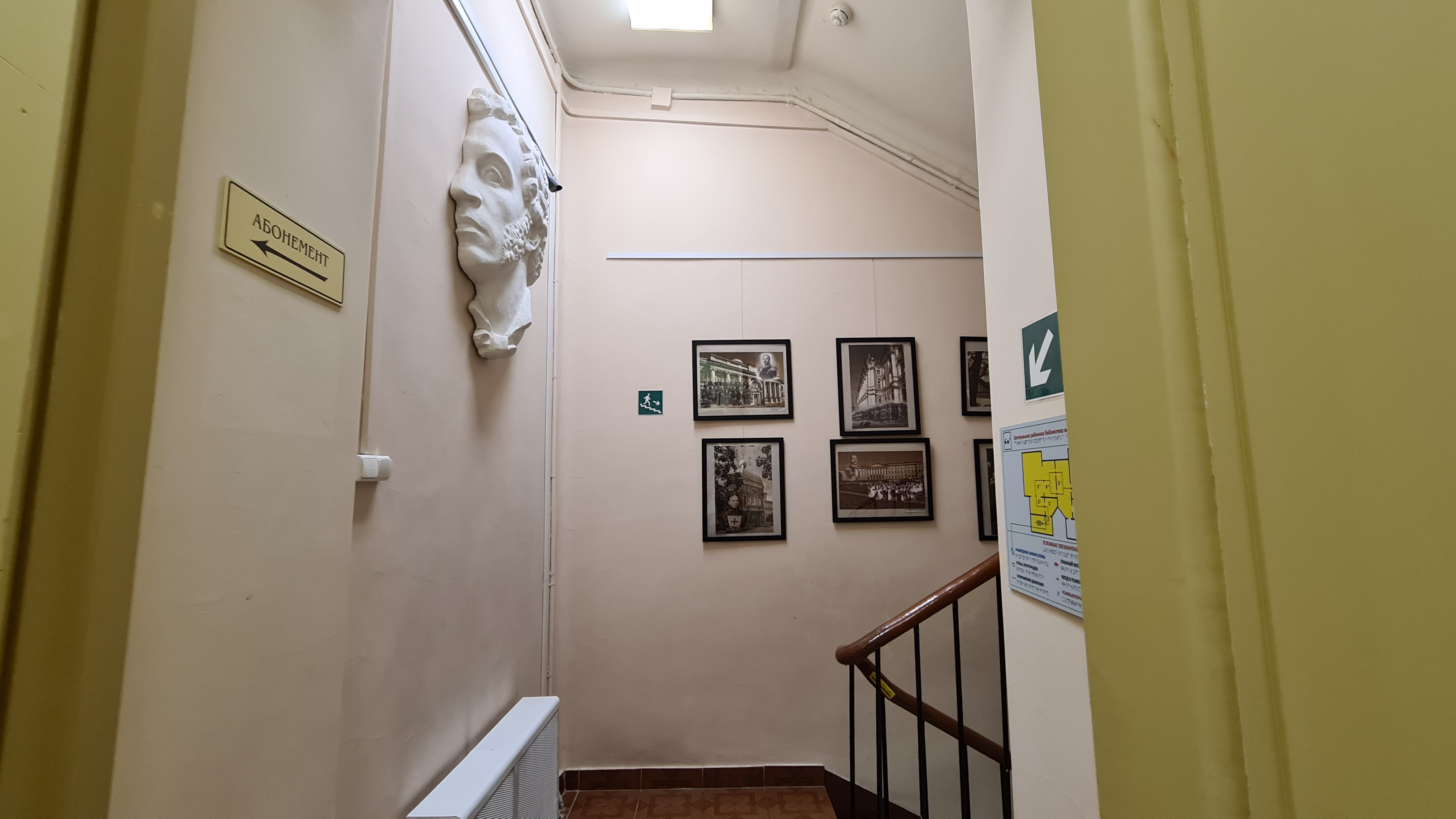

Здание построено Г. И. Люцедарским в 1897—1898 годах. Проект был подписан 1 августа 1897 года, одобрен Городской управой 18 октября и градоначальником — 1 ноября; на доске чердака при этом сохранилась датировка «1898 года».
Здание небольшое, симметричное, наружные объёмы равны габаритам помещений. Боковые ризалиты соответствуют больничным палатам, посередине расположена входная зона, сбоку сделаны выступы лестничных клеток. Стыки стен и потолков внутри здания скруглены в качестве меры борьбы со скоплением пыли.
Фасады облицованы плиткой с рельефной разделкой, что характерно для кирпичного стиля, но цоколь выложен осколками гранита, использован жёлтый матовый кирпич, а у крыши сделан широкий свес на фигурных кронштейнах, что характерно для раннего петербургского модерна. Капители ионических пилястр сделаны геометрически схематичными.
С 1927 года здание занимает библиотека имени А. С. Пушкина.